# Alma (heraldika)
Névváltozatok: paradicsomalma (TESz. III. 99.)
aranyalma: malum aureum, goldener apfel. "Az arany-almára, mellyet a királyok kezekben hordoznak keresztet tsináltatott."
[Pázmány] (M. nyelvtört. I. 80.);
paradiesap'l 'aranyalma, paradicsom', cs: rajské jablko, népi cseh: paradajské jablko 'paradicsom' (TESz. III. 99.);
aranyalma fa: arbor medica, orangebaum [Váli: Orv. 7.] (NySz. I. 733.)
fr: pomme, de: Apfel, en: apple
hu: almafa, paradicsom-fa (TESz. III. 99.), la: malus, fr: pommier, de: Apfelbaum, en: appletree

Rövidítések:
Az alma a címerképek közé tartozó heraldikai jelkép. Stilizáltan ábrázolják, különféle heraldikai színekben, általában egy-két levéllel a száron. Előfordul a stilizált almafa is, túlméretezett gyümölcsökkel a koronában, hogy jól kivehető legyen, hogy almafáról van szó.
A régi magyar címerleírásokban az országalmát néha keresztes aranyalmaként írják le, mint a mellétei Pongó család esetében. A Pétery család címerében az egyszarvú jobb lábával keresztes aranyalmát tart. A címerállatok által tartott aranygolyók egyes vélemények szerint (arany)almaként is értelmezhetők.

## Az alma szimbolikája
A keresztény ikonográfiában Szűz Mária, Szent Miklós és Szent Dorottya attribútuuma. Az alma a tiltott tudás vagy tiltott szerelem, a középkori misztikusoknál a beavatottak jelképe volt. A germán istenek egy aranyalmának köszönhették a halhatatlanságukat. A törökök Budát piros almának nevezték. Dömötöri György, Zrínyi halálára írt versében mondja: "Mint ezt szegény hazánk,/ Ki volt Arany almánk,/ Példája bizonyítja."
A citromot aranyalmának is nevezték és a narancshoz is köze volt. Kínában a narancsvirág a gazdagság jelképe, akárcsak a 19. századig Európában. Úgy tartották, hogy elűzi a rontást.

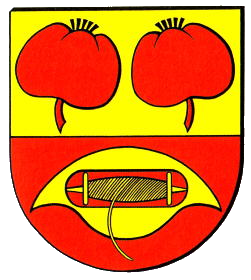
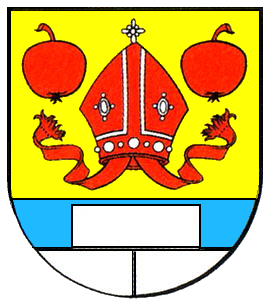
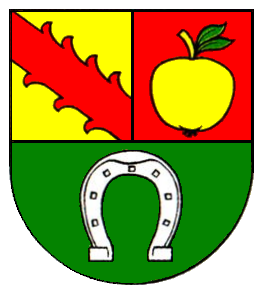

## Kapcsolódó szócikk
- Országalma